# Oélilton Araújo dos Santos
Oélilton Araújo dos Santos, mais conhecido como Etto (Valente, 8 de Março de 1981) é um ex-futebolista brasileiro que atuava como lateral-direito e meia.

## Carreira

### Início no Flu de Feira
Foi revelado pelo Fluminense de Feira se destacando muito no Nordestão de 2002

### Ida ao Criciúma
Ao fim do semestre foi vendido ao Criciúma e seguiu com sucesso no futebol.

### Futebol europeu: Dinamo Zagreb e PAOK
Defendeu do ano de 2005 até 2011 a equipe do Dinamo de Zagreb, da Croácia, e atualmente foi transferido para clube PAOK, da Grécia.

### Futebol azeri: Baku
Em 5 de agosto de 2013, Etto assinou um contrato de um ano com o Baku para o Campeonato Azeri.

## Títulos
Dinamo Zagreb
- Campeonato Croata: 2006, 2007, 2008, 2009, 2010
- Copa da Croácia: 2007, 2008, 2009
- Supercopa da Croácia: 2006, 2010